# Shuriken

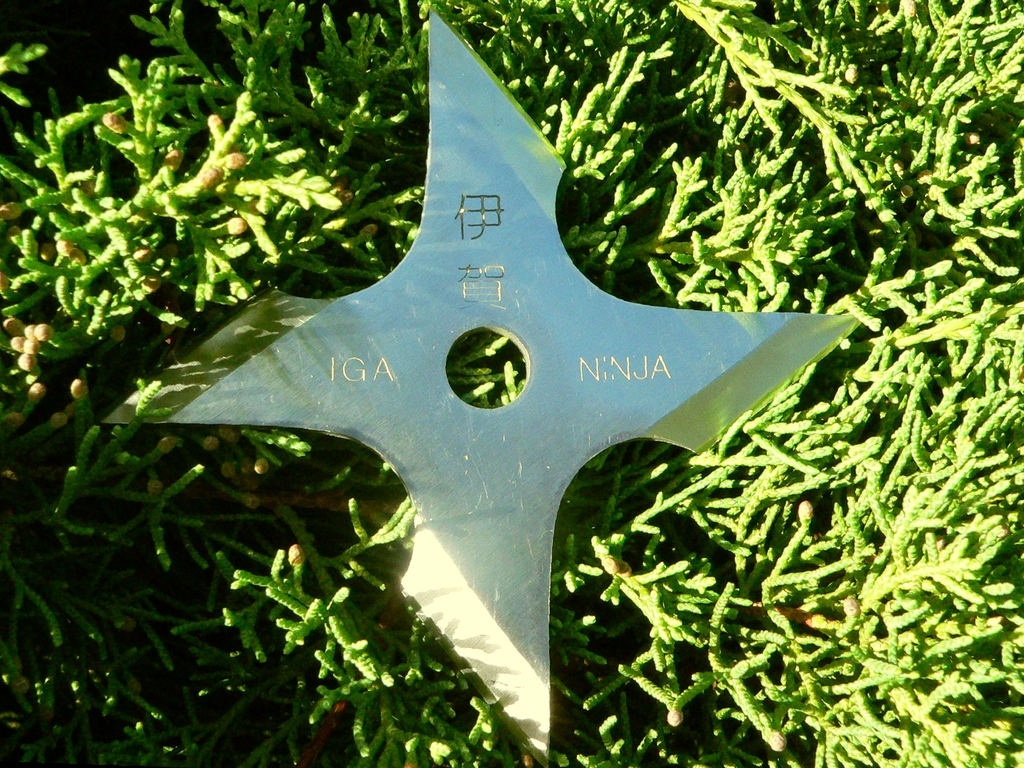
Shuriken, arma de arremesso ninja.

Shuriken (a lâmina que se atira) é uma arma de arremesso de origem japonesa e está entre as 18 disciplinas do Ninjutsu, no Shuriken Jutsu.
São divididas em: Bo Shuriken e Hira Shuriken, onde são classificadas de acordo com o grupo, número de pontas e formato. 
Klevin Gatte afirma que o sentido literal pode ser traduzido como: "lâmina atrás da mão" ou "lâmina oculta na mão".
- Shu – mão;
- Ri – Que também lê-se ura - costas, no meio de, avesso, palma, atrás;
- Ken – Que também lê-se Tsurugi - sabre, espada, lâmina, adaga.

## Bo Shuriken

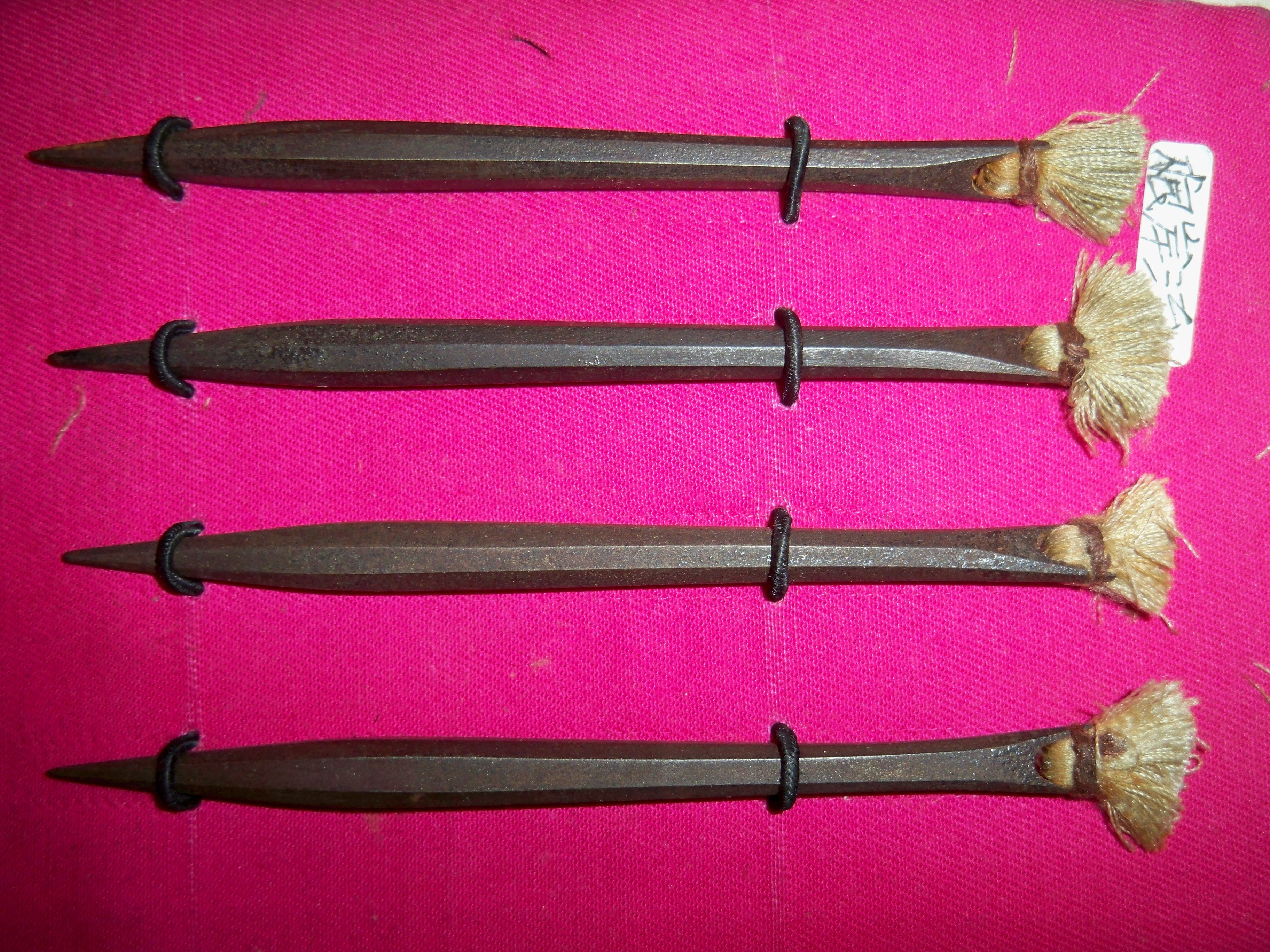

Bastonete cilíndrico, angular ou plano de diversos formatos.

### Classificação

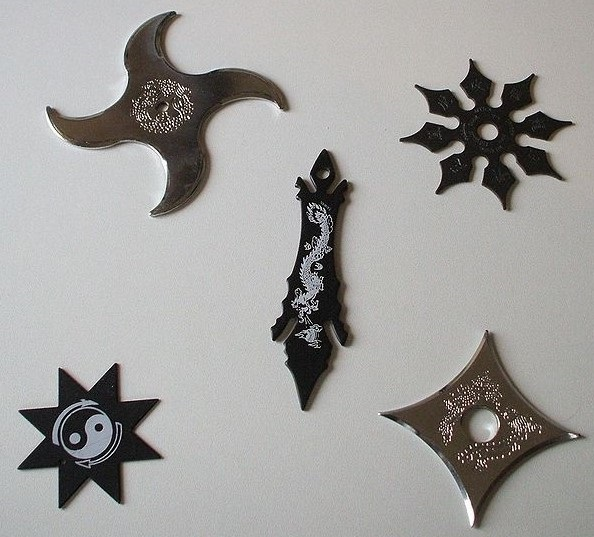
Shurikens

- Hari gata - bastonete ou agulha.
- Kugi gata - forma de cravo.
- Hogo gata/Te yari gata - forma de lança.
- Kunai gata - forma de kunai.
- Ryobari gata/Ryohashi tsurugi gata - laminar de duas pontas.
- Tanto gata - forma de faca.
- Kankyuto gata - formato do bastão de paliçar cabeça decaptada.
- Mesu gata - forma de grampo ornamental de cabelo feminino.
- Matsuba gata/Enbi ken - forma de pinheiro ou rabo de andorinha.
- Negishi Ryu Shuriken - shuriken da Escola Negishi Ryu.
- Kogai - utilizado como grampo-de-cabelo japonês e limpador de cera de ouvido.
- Wari kogai - semelhante a um kogai cortado ao meio; também utilizado como hashi.
- Umbari - peça de corte transversal e triangular confeccionada em aço.
- Kozuka/Gokatana - pequena faca de uso geral, ou como faca de bolso.

## Hira Shuriken
Lâmina plana com mais de três pontas. São conhecidas como "estrelas ninja" no Ocidente, normalmente com três até oito pontas. Muito usadas no Japão antigo, eram usadas para distrair os inimigos, quando atiradas, com o reflexo da luz, elas poderiam fazer com que o oponente prestasse atenção em outra coisa. Ou também eram usadas para acertar alguma parte do corpo, machucando ou sendo letal. Os ninjas também se utilizavam de certos venenos em suas lâminas, para que quando atingisse o oponente, o veneno entrasse na circulação, atrapalhando assim o combate e adquirindo vantagem.

### Classificação

#### Pelas pontas
- Nipo shaken - 2 pontas
- Goho shaken - 5 pontas
- Shichi ho shaken - 7 pontas
- Happo shaken - 8 pontas
- Kuho shaken - 9 pontas
- Jippo shaken - 10 pontas
- Ju yon po shuriken - 14 pontas

#### Pela forma
- Hangetsu shaken - meia-lua
- Hishi gata shuriken - losango
- Tepan shuriken - quadrado
- Senban shuriken - quatro pontas com bordas côncavas e sem afiação
- Juji shaken - cruz
- Tsume shaken - garra
- Manji shaken - símbolo budista
- Tatami juji shaken - dobrável com formato aberto de cruz

## Regulamentação
Desde 1 de abril de 2003, as shuriken são proibidas por lei na Alemanha. A proibição se aplica somente se elas puderem efetuar danos à saúde, portanto, se o equipamento esportivo não estiver coberto, é legalmente controverso.